# Pleyel
Pleyel va ser una marca francesa de fabricants de pianos, fundada el 1807 a París pel compositor i pianista Ignace Joseph Pleyel. Juntament amb el seu fill Camille Pleyel l'any 1815, es va convertir durant el segle xix en una de les marques de piano més prestigioses, sent la marca que utilitzaven grans compositors i pianistes com són Frédéric Chopin, Friedrich Kalkbrenner, Claude Debussy, Camille Saint-Saëns, Maurice Ravel o Manuel de Falla. També va ser el precursor juntament amb la petició de Wanda Landowska de fer ressorgir el clavicèmbal.

## Seglexix: Orígens i auge

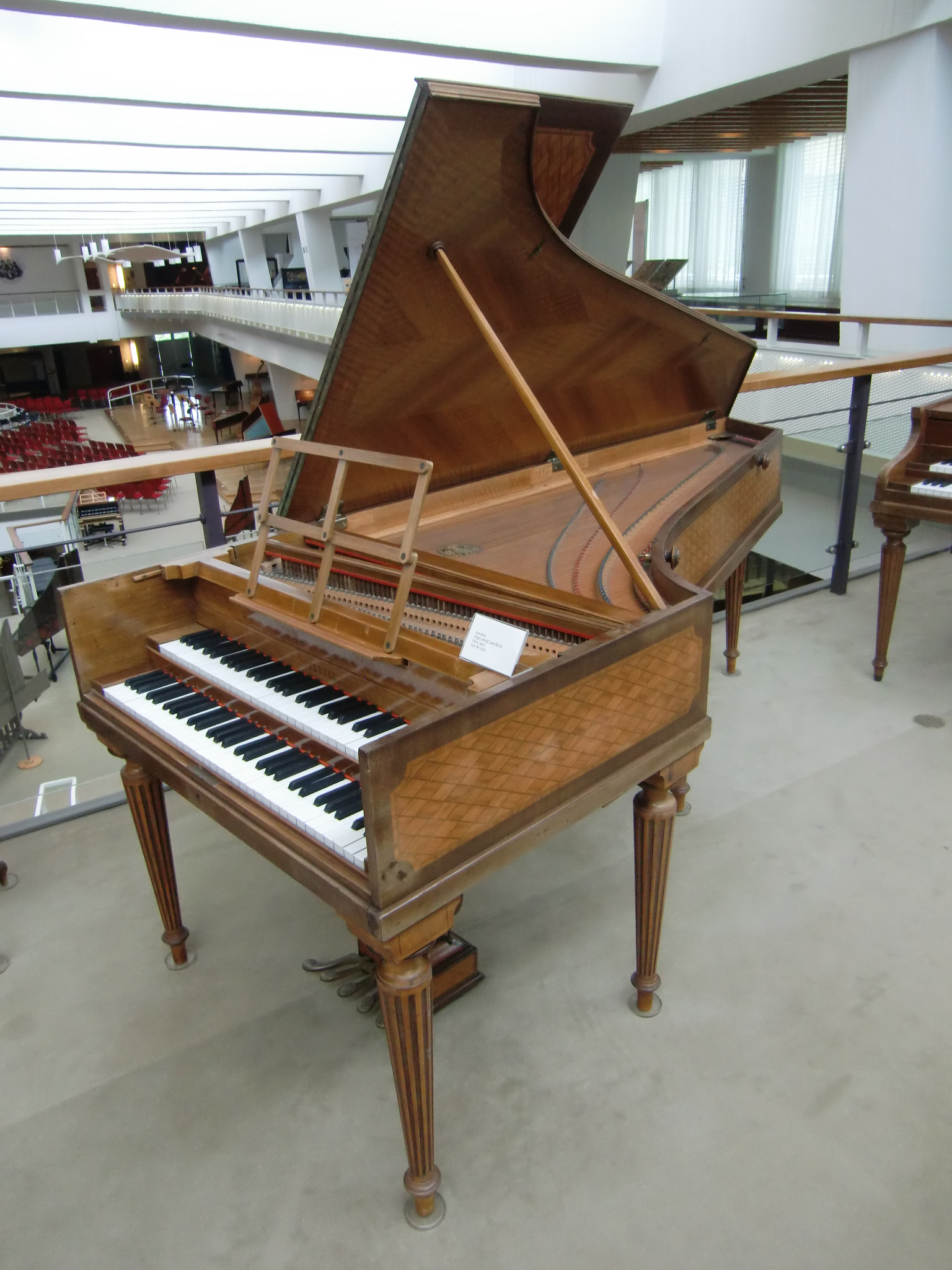
Clavecí fet per Pleyel l'any 1905, com a model anterior al proposat per Landowska

Ja des d'un principi, Pleyel va voler innovar en el món del piano, basant-se en la fabricació dels pianos anglesos i millorant les característiques del piano vertical inventat a Anglaterra per Robert Wornum. Amb les modificacions realitzades, es varen convertir en uns pianos atractius per a la societat de França, ja que resultaven un invent nou per a ells. Amb aquesta decisió, varen aconseguir tenir un ràpid reconeixement dins França.
Anys més tard, el conegut i prestigiós pianista Friedrich Kalkbrenner es va unir a l'empresa, realitzant una sèrie de gires de concerts arreu d'Europa per donar a conèixer la marca de pianos Pleyel. Per a seguir impulsant-la, el gran amic de Ignaz Pleyel, Frédéric Chopin, es va associar estretament amb la marca, fent el seu debut a París l'any 1832 a la Salle Pleyel, fundada el 1830 per Ignaz i el seu fill Camille. Chopin va dir en més d'una ocasió que Pleyel era el seu piano preferit, tenint personalment un gran Pleyel ja des de l'any 1839. Aquest moviment de contractar pianistes de gran renom, es va convertir en un fet molt important per les cases de fabricants de piano, per a donar a conèixer les seves marques. Altres compositors i pianistes de gran reconeixement es varen ajuntar amb l'empresa com són Cramer, Ignaz Moscheles i Steibelt.
L'empresa Pleyel va augmentar molt, tenint una demanda de pianos d'uns 1000 instruments l'any 1834 fins a arribar a una producció de 2500 pianos anuals el 1870 i resta de segle.
L'any 1855 Camille Pleyel va morir, sent succeït pel seu gendre Auguste Wolff, qui va modificar el nom de la companyia per a: “Pleyel, Wolff & Cie”. Wolff, seguint el model d'expansionisme de Camille i Ignaz, va contribuir en l'augment de la producció, adquirint noves fàbriques com és la de "Bord Piano Cie". Anys més tard, després de la mort de Wolff el 1857, la direcció de l'empresa va passar al seu fill Llei Gustave Lyon, qui va canviar novament el nom, passant-se a conèixer com a “Pleyel, Lyon & Cie”. Lyon va desenvolupar la creació de nous instruments com la harpe éolienne, encara que és més conegut el seu invent de arpa cromàtica, realitzat a finals de segle xix. Debussy va escriure per aquest instrument, però a causa de tenir una tècnica diferent no es va fer mai popular. Posteriorment, es varen fer altres invents, com és el piano amb doble teclat o el piano de cola doble, característiques que varen incorporar els constructors de pianos de la marca Bösendorfer en alguns dels seus instruments, com és el piano de doble teclat.
A mitjans del 1860, el famós i virtuós pianista Louis Diémer va començar a incorporar peces de clavecí en el seu programa. Per a la seva interpretació feia ús d'un clavicèmbal del 1769 fet per Pascal Taskin, restaurat posteriorment per Louis Tomasini el 1882. Els fabricants de pianos francesos Érard, va agafar la feina feta de Tomasini, començant a dissenyar clavicèmbals propis. Dins aquest afany de creació de nous instruments i per fer la competència al seu rival Érard, a partir del segle xx, Pleyel va començar a fer clavicèmbals de diferents tipus, com és el de dues manetes, sis pedals i de 5 octaves disposades en 2 x 8', 1 x 4'. Després d'alguns intents i diferentes proves realitzades en diferents models, la firma Érard va aturar la seva producció de clavicèmbals, però en canvi Pleyel va continuar. L'any 1912, Wanda Landowska, la primera virtuosa del clavicèmbal de reconeixement internacional, va suggerir a Pleyel un disseny, que va fer ressorgir el Clavicèmbal. El primer clavicèmbal modern sorgit d'aquest dissenyn va ser introduït en el Breslau Bach Festival, utilitzat per Landowska fent les seves famoses gires amb aquest instrument fins a la seva mort el 1959. Pleyel va seguir fent millores en els seus clavicèmbals com és l'afegir un marc de ferro per mantenir les cordes gruixudes d'alta tensió, incorporat el 1922. Aquesta protecció va servir de manera quasi idèntica als pianos de cua.

## Pleyel fins a l'actualitat
Ja des de l'any es va fusionar amb l'empresa Gaveau-Erard, però continuant amb el nom Pleyel com a marca. L'any 1971, Schimmel of Brunswick va adquirir l'empresa fusionada, produint instruments fins al 1994. Poc més tard, l'any 2008, va ser comprat pel mateix que la Salle Pleyel, per intentar donar-li una altra vegada el renom e importancia de la marca de pianos. Es va obrir una fàbrica al sud de França i poc més tard a París, per a fer pianos de disseny.
Durant les darreres dècades, des de països orientals com el Japó, la seva producció de pianos va créixer molt a causa d'oferir un menor preu i d'una manera més dinàmica, amb marques com les japoneses Yamaha i Kawai. Es va veure com suposaven per a Pleyel una competència molt forta que els feien reduir la seva producció. D'aquesta manera, en el nou panorama en el que es trobaven, es va decidir tancar per la incapacitat de fer front a n'aquesta desigualtat de poder, realitzant el tancament l'any 2013. Després d'una història de 206 anys, 250.000 pianos construïts, l'empresa presentava pèrdues a més d'una baixa activitat de producció.